# Magnapop
Magnapop est un groupe de rock américain, originaire d'Atlanta, en Géorgie. Formé en 1989, le groupe est constitué, depuis son origine, de la chanteuse Linda Hopper et de la guitariste Ruthie Morris. Parmi leur succès, le morceau Slowly, Slowly, figurant sur leur second album studio Hot Boxing, et Open the Door, paru sur l'album Rubbing Doesn't Help.

## Biographie

### Débuts (1989–1993)

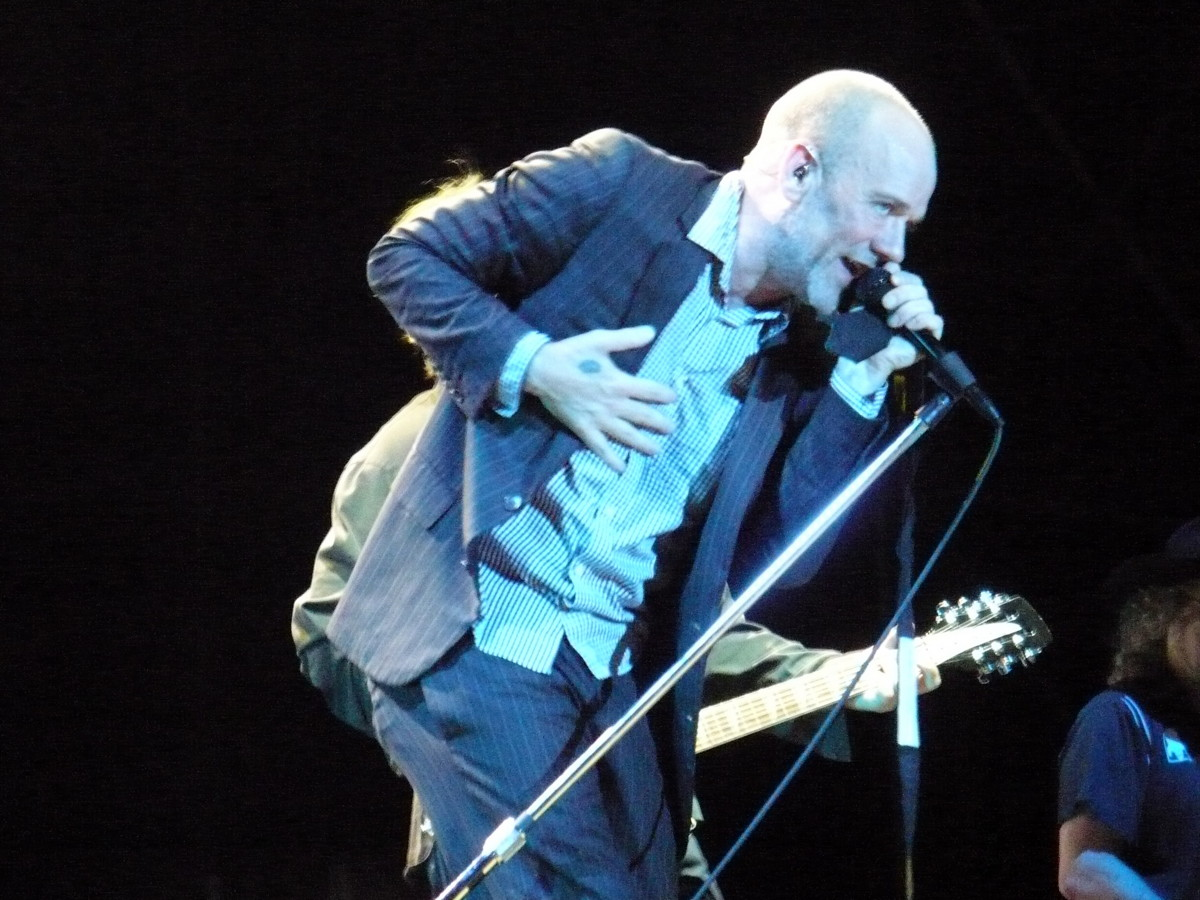
Michael Stipe.

Linda Hopper — originaire de Marietta (Géorgie) — était membre de la scène musicale de Géorgie à la fin des années et début des années 1980, où elle se lie d'amitié avec Michael Stipe, étudiant en classe d'art. Stipe formera R.E.M. et Hopper se joindra à lui dans le groupe expérimental Tanzplagen avec sa sœur Lynda. Après la séparation du groupe, Lynda Stipe et Hopper forment Oh-OK dont la formation comprend Matthew Sweet et David McNair. Ce projet se termine en 1984 et Hopper joue brièvement avec un groupe local appelé Holiday qui ne comptera qu'un EP en 1987.
En 1989, Ruthie Morris emménage à Atlanta depuis West Palm Beach, en Floride — où elle joue quelques concerts comme guitariste au sein de The Pockets. Elle pouvait jouer avec d'autres musiciens, mais ne se sentait pas à l'aise. Hopper et Morris sont présentés par des amis en commun et se lient rapidement d'amitié ; ils écrivent leur premier morceaux chez Hopper le jour de leur rencontre. Le duo n'arrive pas à trouver d'autres musiciens pour former un groupe. Le duo recrute finalement bassiste Tim Lee et McNair à la batterie en mars 1990. Lee quitte le groupe, et est remplacé par Shannon Mulvaney.
En 1990 — sous le nom de Swell — ils jouent un concert à Athens. Il rencontre le groupe et leur propose de produire quelques démos en décembre. Leur premier grand concert se fait en juillet 1991 au New York New Music Seminar. Ici, Morris donne deux cassettes démos — une au journaliste américain James Sullivan et l'autre à Tom Engelshoven et John van Luyn du magazine néerlandais Muziekkrant OOR.
Magnapop s'établit une fan base au début des années 1990 jouant dans des festivals — en particulier en Europe centrale où ils se rencontrent le succès. Une fois leur popularité établie en Europe, et la presse spécialisée britannique les ayant bien accueilli, le groupe est enfin reconnu aux États-Unis. À la fin 1992, ils sont bien accueilli par la presse américaine comme The New York Times et soutiennent Juliana Hatfield en tournée. Le groupe participe au Rocking Kolonia Festival de Maastricht en 1992, au Pukkelpop en 1992, aux Transmusicales en 1992, au A Campingflight to Lowlands Paradise en 1993, et au Reading Festival en 1993. Ils enregistrent aussi une session chez John Peel le 2 septembre 1993 et une Black Session le 25 février 1994.

### Succès (1994–1997)
Bob Mould de Hüsker Dü assistera à un concert du groupe au CBGB de New York et à Rotterdam et les invitera à tourner avec son nouveau groupe Sugar en Europe et aux US en 1992 et 1993. Le groupe demande au bassiste de Sugar, et aussi natif d'Atlanta, David Barbe, de produire leur premier album chez une major. Lorsqu'il refuse, Mould leur offre plutôt d'enregistrer dans son studio Pedernales Recording, à Austin, au Texas, en août 1993. Les sessions donneront l'album Hot Boxing, qui est publié par Play It Again Sam en Europe et Priority Records aux US le 4 juillet 1994. L'album montre un changement musical drastique depuis le départ du groupe de Priority.
L'album comprend deux singles : Slowly, Slowly, qui passe sept semaines à la 25e place des classements le 10 septembre 1994 et Lay It Down. En 1995, McNair et le groupe se séparent. Elle explique que cette séparation est due à des « modes de vie différents » entre McNair et le reste du groupe,. Le trio restant recrute alors le batteur de session Josh Freese et les ingénieurs-sons Sandy Solomon et Bernie Zwass pour enregistrer une reprise de Christmas Card from a Hooker in Minneapolis de Tom Waits aux Plus Four Recordings Studios de Sherman Oaks, en Californie, en juin 1995 pour la compilation Step Right Up: The Songs of Tom Waits. Freese se joint au groupe en novembre ou décembre la même année à Los Angeles, Californie, pour enregistrer Rubbing Doesn't Help. Mould était indisponible, alors le groupe est parti à Los Angeles et a travaillé avec le producteur Geza X dans son home studio dans le but de créer un album « éclectique » qui présentera la diversité de leur écriture. Après avoir entendu quelques démos, le groupe décide de le recruter pour son nouvel album qu'il enregistrera à Los Angeles. L'album comprend les singles Open the Door et This Family, ainsi que l'EP Fire All Your Guns at Once. Le groupe ensuite directement en son soutien.

### Pause, retour et indépendance (depuis 1998)

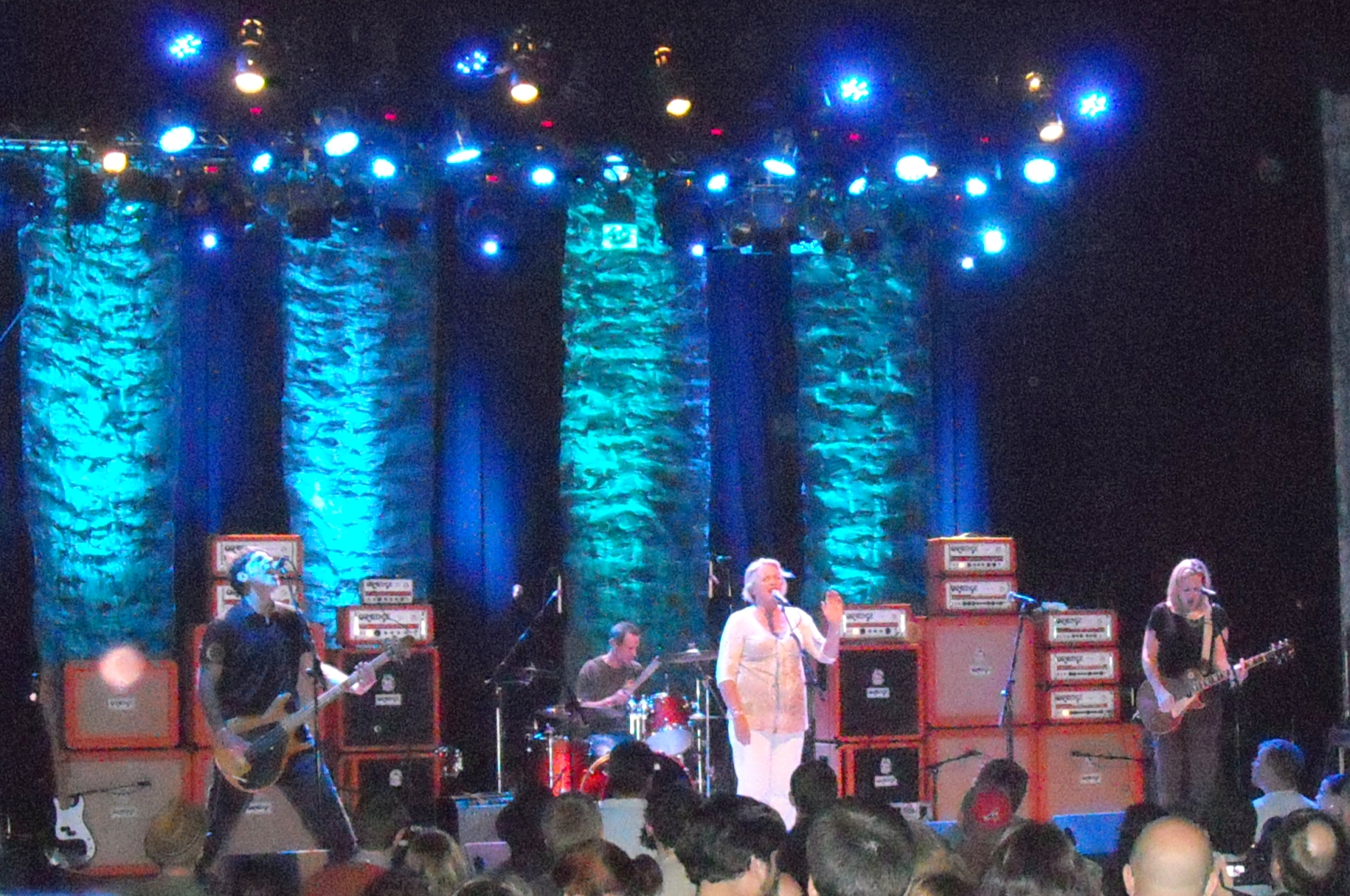
La formation originale de Magnapop en 2011.

Hopper et Morris continuent de jouer en acoustique en duo en 1999, occasionnellement accompagné, notamment par le bassiste Billy Warburton et le batteur Lance Crow, et tente d'enregistrer un EP au label Vital Cog avec une boîte à rythmes, mais finit par mettre Magnapop en suspens. À cette période, Morris emménage aussi à Seattle, où elle enregistre un single avec le batteur Curtis Hall sous le nom de The New Candidates. Hopper, Morris, Hall, et un groupe de musiciens de Seattle reprennent aussi quelques chansons de Hopper/Morris. Le groupe se reforme en 2003 avec le bassiste Scott Rowe et le batteur Brian Fletcher pour une tournée européenne et un nouvel album. Aux Pays-Bas, Hopper s'occupe chant sur leur reprise de Favorite Writer de R.E.M. pendant deux concerts les 21 et 22 juin.
En mai, le groupe entre aux Zero Return Studios d'Atlanta avec le batteur Curt Wells pour produire leur premier album en près d'une décennie. Le 25 janvier 2005, Magnapop publie Mouthfeel au label Daemon Records et tourne aux US. En 2005, Fletcher quitte le groupe, et le batteur Chad Williams est recruté deux semaines avant son premier concert à la tournée Mouthfeel. L'une de ces performances est enregistrée pour leur premier album live, Magnapop Live at Maxwell's 03/09/2005, publié indépendamment sur des sites web comme eMusic, iTunes Store, et Rhapsody. En mai 2006, le groupe termine sa tournée belge et néerlandaise. Ils continuent de tourner en Europe avant d'écrire un nouvel album avant 2008.
Le groupe continue de tourner par intermittence jusqu'à la sortie de l'album Chase Park et le 13 septembre 2011, Creative Loafing annonce que Mulvaney a tenté de reformer la formation originale du groupe pour un concert dédié à Criminal Records.
En septembre 2016, Magnapop annonce une tournée en 2017 avec Hopper, McNair, Morris, et Mulvaney.

## Discographie
- 1992 : Magnapop
- 1994 : Hot Boxing
- 1996 : Rubbing Doesn't Help
- 2005 : Mouthfeel
- 2009 : Chase Park
- 2019 : The Circle Is Round